# Кунья, Роберто Эмилио да
Роберто Эмилио да Кунья (порт.-браз. Roberto Emílio da Cunha; 20 июня 1912, Нитерой, Бразилия — 15 июля 1971, Сан-Паулу, Бразилия) — бразильский футболист, нападающий, выступал в сборной Бразилии.

## Карьера
Роберто дебютировал во «Фламенго» 12 марта 1933 года, сразу став игроком основного состава. В первый его сезон он провёл 26 матчей, но тот год был неудачным для клуба, «Фла» в чемпионате Рио-де-Жанейро занял только 6 место. При этом клуб забил всего лишь 13 мячей, из них 5 пришлись на долю Роберто — 4 место в чемпионате. В следующем году ситуация повторилась, Роберто лучший бомбардир команды, но клуб не блещет, снова заняв 6 место. В следующем году «Фламенго» прервал череду неудач, выиграв бронзовые медали, но Роберто сыграл только 2 матча в том сезоне, голов не забивая, из-за Жарбаса, вытеснившего его из основного состава.
В 1936 году, раздосадованный непопаданием в основу, Роберто ушёл в Сан-Кристован, где провёл 5 лет, после чего завершил карьеру. Во время выступления в «Сан-Кристоване», он дебютировал в сборной Бразилии, выйдя на поле 27 декабря 1936 года в матче с Перу на чемпионате Южной Америки.
Он был частью команды, поехавшей на чемпионат мира 1938 во Францию, где бразильцы заняли 3 место. На том турнире он провёл два матча, в одном из них, в игре с Чехословакией, своим ударом принёс победу бразильцам со счётом 2:1.

## Международная статистика
| Матчи Роберто за сборную Бразилии | Матчи Роберто за сборную Бразилии | Матчи Роберто за сборную Бразилии | Матчи Роберто за сборную Бразилии | Матчи Роберто за сборную Бразилии | Матчи Роберто за сборную Бразилии | Матчи Роберто за сборную Бразилии |
| --------------------------------- | --------------------------------- | --------------------------------- | --------------------------------- | --------------------------------- | --------------------------------- | --------------------------------- |
| №                                 | Дата                              | Место проведения                  | Оппонент                          | Счёт                              | Голы                              | Турнир                            |
| 1                                 | 27 декабря 1936                   | Буэнос-Айрес                      | Перу                              | 3:2                               | 1                                 | Чемпионат Южной Америки           |
| 2                                 | 3 января 1937                     | Буэнос-Айрес                      | Чили                              | 6:4                               | 1                                 | Чемпионат Южной Америки           |
| 3                                 | 13 января 1937                    | Буэнос-Айрес                      | Парагвай                          | 5:0                               | —                                 | Чемпионат Южной Америки           |
| 4                                 | 19 января 1937                    | Буэнос-Айрес                      | Уругвай                           | 3:2                               | —                                 | Чемпионат Южной Америки           |
| 5                                 | 30 января 1937                    | Буэнос-Айрес                      | Аргентина                         | 0:1                               | —                                 | Чемпионат Южной Америки           |
| 6                                 | 1 февраля 1937                    | Буэнос-Айрес                      | Аргентина                         | 0:2                               | —                                 | Чемпионат Южной Америки           |
| 7                                 | 14 июня 1938                      | Бордо                             | Чехословакия                      | 2:1                               | 1                                 | Чемпионат мира                    |
| 8                                 | 19 июня 1938                      | Бордо                             | Швеция                            | 4:2                               | —                                 | Чемпионат мира                    |

## Достижения
- Победитель турнира Начала чемпионата Рио-де-Жанейро: 1937